# ロストエンジェルス
『ロストエンジェルス』は、ドールーメーカーのボークスから発売されているドールブランド。またはそのドールが活躍する物語のこと。

## 商品内容
22〜27cmサイズの完成品ドールが数多くラインナップされている。ペイント・ヘアカット済みのヘッドやオリジナルの衣装があらかじめ組み合わせられており、ドールを自作できない人でもすぐに楽しむことが出来る。
新作の入手にはドールズパーティーやショールームで行われるアフターイベントで、発売済みの品に関してはショールームやボークスの通販で入手できる。そのほかオークションなどでも新旧問わず数多く出品されている。

### 使用素体
ドールには以下の素体が使用されている。
- エクセレントボディ(旧・NEW)
- NEO-EB(通常・ティーンズ)
- EB-Beauty
- EB-BeautyMidi
- EB-Mini
- エレガント素体
- ドルフィードリーム素体

## 物語
地球に舞い降りた光側の迷子天使と闇側の堕天使が戦いを繰り広げる。一方 人間側も、ガンギと呼ばれる企業が人工天使を生み出し、天使と堕天使に対抗する。根幹を成すストーリーはシリアスだが、ギャグストーリーも多様多彩でファンにウケている。
小説はコンセプトノート（No.1～No.4まで）、公式サイト（外伝が中心）などに掲載され、発売商品には各キャラクターについての詳細が書かれたインストカードが添付されている。

## キャラクター

### 迷子天使
- 如(キサラ)

光の天使達の上に立つ大天使で、堕天使に対抗する強大な力を持つ。
幼い少女の姿から、15-6歳くらいの少女に変化することができる。
- 志野(しの)

第一階位を持つ迷子天使で、茜理の姉。東京に降り立った際に梶平蔵に出会い、彼の家のメイドとして働くことに。
- 茜理(あかり)

志野を追いかけて東京の吉祥寺に降り立ち、喫茶店『キャスロール』の住み込みウェイトレスとして働く。
天罰くんというステッキで魔法少女に変身し、ギュンナと戦うことに。
料理が趣味だが、『茜里スペシャル』という見た目が最悪な創作料理を作ったことがある。
- 眠麗(みんれい)

中国に降り立った天使で、メイメイとフェイに出会う。
後に力を失ったメイメイを守ることになる。
- アマンダ

ニューヨークに降り立った天使。冷静な性格の持ち主だが、実は可愛い物好きでファンシーグッズ収集をしている。マリムやプレアデスと戦うことになるが、ある事件がきっかけで行方知れずに。
- ベッキィ

ロサンゼルスに降り立った天使。超方向音痴でゲーマー。ルーニの家庭教師となり、ギルと戦うことに。
- マリア

スイスに降り立った天使。病気の人々を看護している中でドラとミミコットンに出会い、三人で仲良く暮らしていたのだが……。
- クラウディア

フランスに降り立った天使で、エミール・シャルティエの秘書となる。迷子天使の中で一番歌が上手い。
ザーラとの戦いで敗北し、彼女の精神世界に封じられるが、クレメンスを救済するためにザーラに天使の力を与えた。
- ソフィア

イタリアに降り立った天使で、ダリアン(＝ダークメア)と戦いながら仲良しになっていく。
前向きでお気楽な性格だが、歌が超下手。
- サンジー

インドに降り立った天使。穏やかではあるが快活な性格で、舞踊(バラタナーティアム)が得意。
- マーガレット

ロンドンに降り立った天使で、とある貴族の令嬢(養女)になる。ティートとは親友関係。
南極に行った時に身体が変化し、一旦13歳まで若返ってしまう。

### 堕天使
- 闇姫

10人の堕天使を作り出した、闇の王女。キサラとの決戦で勝利し、彼女を拉致し行方不明。
- ララ

第一階位を持つ迷子天使で、ギュンナの姉。
志野とは対極の存在で、彼女と何度も戦闘を繰り広げることに。
- ギュンナ

ララの妹である堕天使。
くとぅるーちゃんというステッキで魔法少女に変身することが出来るが、茜理に振り回されることが多い。
- ザーラ

ララのライバルにあたる堕天使で、フランスのクレメンスの一人娘に成りすまし、クラウディアと戦うことになる。クラウディアとの戦いに勝利し、後に入手した彼女の力を使うことになる。
- ドラ

死をつかさどる堕天使で、マリアと出会い共に生活することになるが、ある試練がきっかけで突如姿を消してしまう。
- ダリアン

やる事なす事が全てが裏目に出るへっぽこ堕天使。愛嬌オーラが漂っていてソフィアになつく。その内面には最強の破壊神ダークメアが眠っていて、ボイドを開いた場合ダークメアの人格が覚醒する。
- ダークメア

堕天使の中で最強にして、最悪の破壊神と呼ばれる。全てを圧倒し破壊する絶大な力を持つ。人工天使シグナスとの戦いで、シグナスが放った必殺技により沈黙。再び封印の眠りにつく。
- ギル

闇姫直属の堕天使で、ほとんど無口で感情がない暗殺者。ベッキィ・シリウスと対峙することに。
- マリム

闇姫直属の堕天使で、カリスマ性がマーヤと同じくらい高い。後にアマンダを追うことになる。
- マーヤ

堕天使の中で一番恐れられている存在だが、他者に対しては柔和な対応をしている。
力ずくで物事を動かすことが嫌いで、サンジーやゆっきぃに対しては好意を持っている。
- メイメイ

眠麗のライバルに当たる堕天使で、フェイの雇い主。
ララとの戦いで彼女に力を明け渡したために、容姿と性格が変化してしまう。
- ロウラ

ロンドンに降り立った堕天使で、優雅でスマートな戦い方を好む。
北極に行った時に13歳まで若返り、その後自分と同じ境遇に遭ったマーガレットと親友になり、共に行動するようになる。
- ゾルーディア

ザーラがクラウディアの力を発動し、変身した姿。破壊天使としてララと戦うことになる。

### 人工天使(パラディーヌ)
- カタリナ＝L＝ケーニヒ

人工天使の調整者で23歳だが、見た目がとても幼い。マーヤに師事し、サイバネティック技術者としてパラディーヌ製作・育成に加担、自らもパラディーヌ(＝イリス)となる。
- フェイ

無から作成された人工天使のプロトタイプ(実験体でModel.0)で、力を発動させ暴走し研究所から脱走(ガンギ社では処分扱い)。その後メイメイに拾われ、彼女に仕えることになる。
ほとんどの武器を取り扱うことができ、収集も行っている。
- プレアデス

2体目の人工天使(Model.1)でリーダー格。中距離射撃型の戦闘を主体としている。
アマンダと何度か戦うことになり、その後にベッキィとルーニに出会う。
- シリウス

3体目の人工天使(Model.2)で、近距離格闘型の戦闘を主体とし、右腕に電磁ブレードを装備。
ウラヌス・クラウンでギルと激しい戦闘を繰り広げるが、実はアルベールのクローンとして作り出された(実際には彼の妹扱いにされている)
- シグナス

4体目の人工天使(Model.3)で、高速起動型戦闘システムを搭載。ソフィアとダリアンとの三つ巴の戦いに加わり、その際にダリアンから覚醒したダークメアと戦い、その復活を食い止めた。
- アルフェッカ

5体目の人工天使(Model.4)で、医療型(唯一の非戦闘型)の人工天使。他のパラディーヌたちの治療を担当している。性格が最悪なためプレアデスに突っ込まれたり、無駄に他の天使や堕天使に喧嘩を吹っかけ、返り討ちに遭うことも。
ここでの彼女の名前の意味は星座の本来の意味とは異なり、『遺産・後に残し続くもの』とされている。
- レグレス

6体目の人工天使(Model.5)で、サイキック戦闘型。気が弱く内気な性格ではあるが、アルフェッカと一緒に行動することが多い。フェイとの戦闘で敗北し、メイメイに仕えることになる。
- イリス

7体目のパラディーヌ(Model.6＝Last-Model)で、カタリナが自らの心身をもって人工天使となり起動。
他の人工天使の能力を全て兼ね備え、それは志野とララに匹敵するレベルとなっている。

### ショールームエンジェル(SRA)
- 祥子(しょうこ)

吉祥寺SR(現在は閉店)の守護精霊。茜理の力によって蝶からSRAに変身した。
- 純子(じゅんこ)

新宿SRの守護精霊。新宿御苑生まれで他の守護精霊たちの衣装製作を担当している。
- 秋(あき)

秋葉原SR生まれの守護精霊。守護精霊の中で唯一テレパス能力を持っている。
- 陽子

池袋SRの守護精霊。
- しのぶ

渋谷SRの守護精霊。アラクネに襲撃されて気絶してしまい、店舗を壊されてしまう(→渋谷SR閉店)。
- みや

原宿すみか三姉妹の長女で、片付けが大の苦手。
- 綺羅(次女)

原宿すみか三姉妹の次女で、人見知りで内気だが、実は夢見がちな性格(腐女子)らしい。
- 明(あきら・三女)

原宿すみか三姉妹の三女で、超わがままな性格。アルフェッカとは犬猿の仲。
- 珠(たま)

立川SRの守護精霊で福岡SRA・小梅の双子の姉。寡黙でおっとりしている。
- 夕海(ゆみ)

札幌中央通り生まれの札幌SRの守護精霊。運動が得意で特技はアイスクリーム作り。猫舌で熱い食べ物が苦手。
- 伊与(いよ)

青葉山のふもとで生まれた仙台SRの守護精霊でお散歩好き。メルジーヌとはお茶友だちで、必殺技『伊予タイフーン』を持つ。
- 渚

ららぽーとSRの守護精霊で書道とパソコンでの情報収集が得意。下戸でガシャポンを人目がつかないとこで回すことができる。
- 美里

宇都宮SRの守護精霊。
- 麗(れい)

横浜SR(→現在は移転のため新横浜SR)の守護精霊。
彼女のキャラクター(アイペイント)デザインは白虎かなめが担当。
- 麗華(れいか)

新横浜SRの守護精霊で、麗の姉。志野からの命でとある学校の教員をすることに。
- 静

静岡SR(現在は閉店)の守護精霊。一旦彼女に捕まると延々話に付き合わされることに。彼女の命名は茜里が担当。
- 名濃(なの)

名古屋SRの守護精霊。
- 京子

長岡京SRの守護精霊。
- 緑

くずはSR(現在は閉店)の守護精霊で英会話が得意。のんびりやでお昼寝が好き。
- 千里(ちさと)

大阪SRAの守護精霊で、水の力を操ることが出来る。
- 汐音(しおね)

神戸SRの守護精霊。クリスマスの時に初めて姿を現し、歌を披露した。
- 和(かず)

広島SRの守護精霊で、友人たちとゲームをすることが好き。以前に拉致されたことがあるらしい。
- 薔薇の君

福山SR(現在は閉店)の守護精霊。口調がお嬢様で高飛車な割にはSRAの中では一番家事全般と雑用をきっちりこなす。
- 千明(ちあき)

福岡SRの一人目の守護精霊で唯一戦闘能力を持つ。パソコンが得意でハッキングが出来る。
- 小梅

福岡SRの二人目の守護精霊で立川SR・珠の双子の妹。携帯電話のボタン早押しが得意でマーヤを尊敬している。
- ソーニャ

茜里に拾われてソウルSRAになった守護精霊。名前の由来は「ソウルのにゃんこ」だから、とのこと。
辛いものが大好き。

### 守護精霊
- ティカ

サンジーにそっくりな守護天使。ロアノークに乗るゆっきぃたちと旅を共にする。

### 使い魔(ダークサイド)
- サイプレス

ララによって作られた、彼女の一人目の使い魔で三姉妹の長女。
ララが戦闘態勢に突入する時、大鎌(デスサイズ)に姿を変える。
- アラクネ

ララが作った二人目の使い魔(三姉妹の次女)。元は蜘蛛の姿をしていた。
- メルジーヌ

ギュンナが作った使い魔でもともとは白蛇。酒好きで情に厚く、伊予とはお茶飲み友達らしい。
- ベルサリア

ザーラが作った黒豹の使い魔で、使い魔の中では最強レベルの攻撃力を誇る。ニャルルゥとは仲良し。
- ミミコットン

ドラが作り出した使い魔で、もともとは兎。近距離戦闘が得意だが、家事全般がまったくできない。
マリアが行方不明になったため、彼女を探すことになる。
- ニャルルゥ

マリムが作り出した使い魔で元は猫。『ミューグ』という存在にかかわっているが、堕天使や迷子天使とじゃれあったりすることも。
- レサト

マーヤが蠍から作り出した使い魔。普段は侍女としてマーヤの傍らにいる。

### 邪神少女
- クスル

ギュンナが持つステッキ『くとぅるーちゃん』が少女の姿になったもので、実は異次元から来た存在『ミューグ・レ・アザトゥース』の邪神少女。召喚してくれたギュンナと心の交流をしていく。
- ハス

風をつかさどる邪神少女。邪神兵器『ハストゥール』に搭乗して出現する。
愚図っているクスルをからかうことがあるが、彼女が泣くとつられて泣いてしまうこともあり、意外にも寂しがりやな一面も。
- イータ

氷雪をつかさどる邪神少女。ハスとは仲が良く、邪神兵器『ウェンディーゴ』に搭乗して出現する。
冷静を装っている様で実はそうではないキレやすい性格の持ち主。
鎖でつながれているペットの『イタクァ』を振り回して攻撃してくる。

### 人間
- 梶幸子

愛称はゆっきぃ。ストーリー序盤から登場し、外伝『歩行戦車と制服少女』の主人公。
海外ボランティアでインドに渡り、そこで歩行戦車ロアノーク(RIO)と出会う。
- グレン(グレナディア)

一人称が『僕』の少女で、歩行戦車ロアノークのパイロットに。実はメカフェチ。
- ラリィ(ローライル)

グレンの相方(パートナー)で、一人称が『俺』の女性。アマンダと一時期パートナーを組んでいた。戦闘能力が高く、レールキャノンでの射撃戦闘を得意とする。
- フローレンス

行方不明になった妹・ベルベットを探しにバチカンへ向かう旅をしている修道女(シスター)。途中で行き倒れた時にゆっきぃたちに助けられ、旅を共にする事に。性格は上品・おしとやかで天然。
通称「暴走シスター」で、武器（RIOキャノン）を持つと性格が一変、凶暴になり凄まじい戦闘を披露する。訓練された兵士が束になっても敵わない。
- 黒田国義

東京生まれの航空自衛隊に所属するパイロット。ホーンが建造した『ウルティマ』のパイロットになり、ミューレイと戦うことになる。
- 伊達圭一

黒田の親友で天才科学者。卓球が上手く変な機械を作るのが得意。
- 伊達ゆり

圭一の妹で超ブラコン。黒田とは犬猿の仲。オカルトに興味を持ち、黒田にたびたび嫌がらせをしかけてくる。
- 十和せつな

十和重工の娘でアルベールの秘書になる。黒田と出会った後にアルベールの元を離れ、日本にやってくる。
- アルベール

ガンギの十人委員会のメンバーの一人で、ニューヨーク在住。中性的な顔立ちでシンボル・オブ・ガンギとウルティマの建造を指揮していた。
- ルーニ・スプレイグス

ロスの大石油王の娘で初登場時は12歳。生まれつき身体が弱く、白い髪の毛に赤い瞳(近眼)を持ち、眼鏡をかけている。
- ティート・ソマーヴィル

マーガレットの親友で、ホーン軍の女性将校。マーガレットが若返ってからは彼女の保護者になる。
- ピレーゼ・クロティール

ガンギの十人委員会のメンバーの一人で、闇の黒衣の巫女。右が緑、左が青のオッドアイ持ち。
- エルフリーデ・ミューレイ

ガンギ軍の女性将校で、軍が建造した『シンボル・オブ・ガンギ』の接続者(コネクター)となる。
- カール・ハイネケン

ガンギ軍の将校で、戦艦『ジークフリード』の館長。ティートとは国際平和平和条約軍からのライバル。
- ミルクローテ・レアティ

前世でララに敗北した7大天使の一人で、ガンギ軍大尉でカールの部下。愛称ロッテ。
- エナ

マーヤに仕える侍女。彼女とベルサリアの対峙の時、あわや戦闘突入になる所を阻止した。

### その他 人間以外
- RIO（リオ）

歩行戦車ロアノークのAI。カタリナが作成したAIながら、やたら人間的な仕草や感情表現をする。正式名称は、ロアノーク・インテリジェント・オペレーティングシステム。
- アルテミス

月に住む『時の来訪者』。過去を見通す力を持つ。